# 앤드로스 타운센드
앤드로스 대릴 타운센드(영어: Andros Darryl Townsend, 1991년 7월 16일 레이턴스톤 ~ )는 잉글랜드의 축구 선수이다. 포지션은 윙어이다. 현재 타이 리그 1의 깐짜나부리 파워에서 활약하고 있다.